# جزیره اسپانیولا
جزیره اسپانیولا (انگلیسی: Española Island) یکی از جزایر گالاپاگوس است.
جزیره اسپانیولا (هود) این جزیره به افتخار اسپانیا با این نام نامگذاری شد. نام دیگر آن هود است که برگرفته از نام دریابد بریتانیائی، ساموئل هود، می‌باشد. این جزیره دارای وسعتی برابر با ۲۳ کیلومتر مربع و حداکثر ارتفاع ۲۰۶ متر می‌باشد.